# Barikisu Issahaku
Issahaku Barikisu est une joueuse de football professionnelle ghanéenne, née le 12 novembre 2001 à Accra, au Ghana, et évoluant en tant que gardienne de but. Elle joue dans le club de football professionnel Northern Ladies Football Club basé dans le championnat professionnel du Ghana. Elle joue en équipe nationale féminine du Ghana.

## Carrière
Passionnée de football depuis son enfance, elle ne cesse de vouloir pratiquer ce sport au plus haut niveau. Hélas, l'absence de club professionnel ayant une section professionnel rend complexe la pratique du football pour une femme.
Elle intègre à l'âge de 10 ans le club ghanéen de Hearts of Oaks qui est le club masculin le plus prestigieux du Ghana et le plus titré.
Elle évolue avec les garçons en tant que gardienne de but dans les équipes de jeunes. Elle parvient même à s'imposer comme gardienne de but de l'équipe des moins de 13 ans
À l'âge de 14 ans, elle est repérée par le club de football féminin professionnel de Northern Ladies Football Club.
Elle joue son premier match comme professionnelle à l'âge de 15 ans en novembre 2016.

## Carrière footballistique
Carrière junior:
- 2011-2015: Hearts of Oaks, Ghana
- 2015-2016: Northern Ladies Football Club, Ghana

Carrière professionnelle:
- 2016- : Northern Ladies Football Club, Ghana[5]

## Equipes nationales
- Elle a fait partie de l'équipe qui représentait le Ghana lors de la Coupe du monde féminine U17 de la FIFA (2016)[6]
- Elle a fait partie de l'équipe qui représentait le Ghana lors de la Coupe du monde féminine U17[7] de la FIFA (2018)[8]
- Elle était la meilleure gardienne de but du championnant professionnel de football féminin du Ghana 2016-2017 / 2017-2018 / 2018-2019[9]
- Elle a également été trois fois meilleure gardienne des jeux des Unités régionales dans[10] le nord du Ghana[11].
- Elle fait actuellement partie de l'équipe nationale féminine du Ghana A[12]